# 多恩卡莫卡姆
多恩卡莫卡姆（Donkamokam），是印度阿萨姆邦Karbi Anglong县的一个城镇。总人口8144（2001年）。

## 人口
该地2001年总人口8144人，其中男性4240人，女性3904人；0—6岁人口1315人，其中男694人，女621人；识字率57.75%，其中男性为64.01%，女性为50.95%。